# Witwisit Hiranyawongkul
Witwisit Hiranyawongkul (thaï: วิชญ์วิสิฐ หิรัญวงษ์กุล, RTGS: Witwisit Hiranyawongkun), surnommé Pit ou Pitch ou Pich (Thai: พิช), né le 20 juillet 1989 à Chiang Mai, est un acteur, chanteur et compositeur thaïlandais.
Il est célèbre en Thaïlande, mais aussi en Asie, en particulier en Chine.

## Filmographie
- 2007 : The Love of Siam / รักแห่งสยาม
- 2008 : 4 Romance / ฝัน-หวาน-อาย-จูบ
- 2011 : August Friends / Phuan mai kao
- 2012 : Home / Home ความรัก ความสุข ความทรงจำ[4]
- 2014 : Threesome / Thoe khao rao phi